# 尾斑刺尾魚
尾斑刺尾魚，為輻鰭魚綱鱸形目刺尾魚亞目刺尾魚科的其中一個種，於1876年由奧地利魚類學家Franz Steindachner首次正式描述，其模式產地為賴比瑞亞蒙羅維亞。

## 分布
本魚分布於東大西洋區，包括北非、西班牙、維德角群島、塞內加爾、幾內亞灣、安哥拉等海域。

## 深度
水深5至200公尺。

## 特徵
本魚體呈橢圓形而側扁。頭背部輪廓不特別凸出。口小，端位，上下頜各具一列扁平齒，齒固定不可動，齒緣具缺刻。頭部深褐色，體為鐵灰色，各魚鰭為黑色，背鰭、臀鰭及尾鰭具淡藍色條紋。尾柄棘包圍了一鮮橘色的黃斑，尾鰭呈新月狀，後緣為白色，背鰭硬棘9枚、背鰭軟條24至26枚、臀鰭硬棘3枚、臀鰭軟條24至26枚。尾柄上有硬棘，易傷人。體長可達45公分。

## 生態
本魚棲息在珊瑚礁或潟湖，屬雜食性，以藻類及浮游動物為食。

## 經濟利用
可食用，但大多做為觀賞魚。